# 滋賀県道183号日野徳原線
滋賀県道183号日野徳原線（しがけんどう183ごう ひのとくはらせん）は、滋賀県蒲生郡日野町から甲賀市至る一般県道である。

## 概要
蒲生郡日野町大字三十坪から甲賀市土山町徳原に至る。

### 路線データ
- 起点：蒲生郡日野町大字三十坪（三十坪交差点、国道477号交点）
- 終点：甲賀市土山町徳原（徳原交差点、国道1号交点、甲賀広域農道終点）
- 総延長：8.2 km

## 路線状況
2020年（令和2年）に開通した「内池バイパス」の区間では滋賀県の県道では初となるラウンドアバウトが導入された。

### 重複区間
- 国道307号（蒲生郡日野町大字猫田・猫田交差点 - 蒲生郡日野町大字別所・別所交差点）
- 滋賀県道182号西明寺水口線（蒲生郡日野町大字下駒月 - 甲賀市土山町大野）

### 道路施設

#### 橋梁
- 園城橋（出雲川、蒲生郡日野町）
- 別所橋（日野川、蒲生郡日野町、国道307号重複区間内）
- 清田橋（砂川、蒲生郡日野町）
- 前田橋（砂川、蒲生郡日野町）
- 源寿橋（砂川、蒲生郡日野町）

## 地理

### 通過する自治体
- 滋賀県
  - 蒲生郡日野町 - 甲賀市

### 交差する道路
| 交差する道路                           | 市町村名 | 市町村名 | 交差する場所 | 交差する場所                                                                                 |
| -------------------------------------- | -------- | -------- | ------------ | -------------------------------------------------------------------------------------------- |
| 国道477号                              | 蒲生郡   | 日野町   | 大字三十坪   | 三十坪交差点 / 起点                                                                          |
| 国道307号 重複区間起点                 | 蒲生郡   | 日野町   | 大字猫田     | 猫田交差点                                                                                   |
| 国道307号 重複区間終点                 | 蒲生郡   | 日野町   | 大字別所     | 別所交差点                                                                                   |
| 国道307号 / 日野水口グリーンバイパス   | 蒲生郡   | 日野町   | 大字深山口   | 深山口交差点                                                                                 |
| 日野東部広域農道                       | 蒲生郡   | 日野町   | 大字下駒月   |                                                                                              |
| 滋賀県道540号下駒月水口線              | 蒲生郡   | 日野町   | 大字下駒月   |                                                                                              |
| 滋賀県道182号西明寺水口線 重複区間起点 | 蒲生郡   | 日野町   | 大字下駒月   |                                                                                              |
| 滋賀県道182号西明寺水口線 重複区間終点 | 甲賀市   | 甲賀市   | 土山町大野   |                                                                                              |
| 国道1号 甲賀広域農道                   | 甲賀市   | 甲賀市   | 土山町徳原   | 徳原交差点 / 終点                                                                            |
| 内池バイパス                           |          |          |              |                                                                                              |
| 国道477号 滋賀県道178号泉日野線        | 蒲生郡   | 日野町   | 大字三十坪   | 内池バイパス起点【北緯35度0分58.2秒 東経136度12分41.2秒 / 北緯35.016167度 東経136.211444度】 |

### 交差する鉄道
- 近江鉄道本線

### 沿線
- 日野町立必佐小学校、必佐幼稚園
- 近江鉄道本線 日野駅
- 日野清田郵便局
- 日野町立南比都佐小学校、南比都佐幼稚園
- 布引山